# Zangalewa
«Zamina mina (Zangaléwa)» — пісня 1986 року камерунської групи Golden Sounds жанру макосса. Через популярність пісні група змінила назву на «Zangaléwa». Більшість співаків служили в армії Камеруну під час Другої світової війни.

## Походження та історія
У тексті пісні присутні дуала, фанґ, французька, ямайська патуа та піджин-англійська мови, які використовуються в деяких частинах Західної Африки. Пісня має військову тематику, а у кліпі зображено парад камерунських військових в День національного об'єднання. Часте виконання пісні призвело до суперечливих тверджень про те, що вона є даниною пам'яті африканським солдатам, які загинули в роки Другої світової війни, або критикою африканців, які співпрацювали з європейською колоніальною владою.
Нині ця пісня набула популярності в Колумбії, її використовують в Африці солдати, поліцейські, бойскаути, спортсмени тощо, як правило, під час тренувань або для зборів. Вона особливо популярна у Камеруні, де її використовують як маршову пісню.

## Культурний контекст
У кліпі 1986 року та в інших пізніших виконаннях пісні співаки часто одягаються у військову форму та носять накладні животи і сідниці, щоб створити вигляд заможних людей, прихильників європейської колоніальної влади. Вважається, що цей зовнішній вигляд — критика африканських військових офіцерів, які співпрацювали з європейцями та наживалися, гноблячи свій народ.

## Виконання
Пісня стала популярною в усьому світі, коли міжнародна поп-зірка Шакіра випустила сингл під назвою «Waka Waka (This Time For Africa)» напередодні Чемпіонату світу з футболу 2010 року в Південній Африці.
До виходу пісні у 2010 році її семплували або каверували інші виконавці, зокрема:
- Las Chicas Del Can — El negro no puede (1988)
- Beatmachine (Суринам) — Samina Mina
- Адане Бест
- Лос Кондес
- Вік Ніс
- Том Піз у фільмі «Тато починає танцювати!» (1996)
- Trafassi (Суринам), El Negro No Puede (Waka Waka) (в альбомі «Tropicana (диск 1)» — 1997)[10]
- Blacks à braque і Tambours majeurs з альбому Les Hauts de Rouen percutent. . .
- Кейптаун — Waka Waka[11]
- Laughing Pizza — Pizza Party (2004)
- Nakk — Zamina (2006)
- Zaman — Zamina(2006)
- Дідьє Аваді — Zamouna з альбому Sunugaal (2008)
- Vampire Weekend — I'm Goin' Down (2010)
- Шакіра — Waka Waka (This Time for Africa)
- BB DJ — Enfant Poli
- Містер Такер — Заміна Заміна Пеле
- Массамба Діуф
- Селебобо — Zamina (2013)